# Tradição Itaparica
A Tradição Itaparica se refere a indústria lítica de populações humanas que viveram na América do Sul, na região Central e Nordeste do atual Brasil, durante o final do Pleistoceno e início do Holoceno, entre 10.000 a 3.000 anos atrás, sendo os povos mais antigos conhecidos que habitaram essas regiões. Esses povos teriam uma similaridade em seus modos de vida, associado principalmente ao uso e confecção de ferramentas semelhantes.
O termo Itaparica foi inicialmente usado por Calderón em 1972, para descrever os achados da Gruta do Padre (PE). Pela similaridade desses primeiros artefatos com os achados por Pedro Ignácio Schmitz em Serranópolis, foi cunhada a tradição Itaparica pelo arqueólogo.
Os conceitos de “fase” e “tradição” aplicados por arqueólogos brasileiros são termos teórico-metodológicos usados para classificar os materiais arqueológicos em tamanho, formato e ornamento, como vasos de cerâmica, artefatos líticos e artes em rochas. Esses conceitos foram inspirados pelo modelo histórico-cultural de escolas estadunidenses, usados primeiramente por pesquisadores do PRONAPA (Programa Nacional de Pesquisas Arqueológicas) e são utilizados até hoje. Dessa forma, cada novo material encontrado seria categorizado como uma tradição arqueológica e objetos similares descobertos a posteriori na mesma região, seriam incluídos nesse grupo, enquanto que materiais parecidos, mas possuindo alguma diferença regional ou cronológica seriam categorizados como um subgrupo, chamados de fases arqueológicas.
Nos dias atuais, entretanto, tem sido discutido se o termo “tradição” deve ser mantido ou não. Muitos autores discordam que os achados arqueológicos são pertencentes à mesma cultura e ainda é questionado o nível de detalhamento destes materiais e o método de análise dos pesquisadores.
É importante saber a existência de três Fases Culturais na região: A fase Paraibana, relacionada à tradição Itaparica, a fase Serranópolis e a fase lito-cerâmica Jataí.

## Ambiente
O mapa mostra a região correspondente a Tradição Itaparica, que se localiza no Brasil Central numa macro região com uma área de aproximadamente 2 milhões de km², abrangendo os estados de Goiás, Minas Gerais, Bahia, Sergipe, Pernambuco, Piauí, Tocantins e Rio Grande do Norte.
Essa região apresenta um domínio morfoclimático onde predominam formações de Cerrado e Caatinga, com alta diversidade e riqueza de fauna e flora. Esses domínios atuais já existiam no final do Pleistoceno, porém as alterações do clima no decorrer do Pleistoceno e Holoceno condicionando uma distribuição diferente dos biomas.
Entre 18.000-13.000 anos atrás predominava um clima mais quente e seco na região, fazendo com que a Caatinga se estendesse pela área atual do Cerrado. Já entre 7.000-4.000 anos atrás a umidade aumentou e assim as fisionomias se alteraram para vegetação mais adaptada a umidade e florestas.
Nesse ambiente, pesquisadores encontraram vestígios de grupos humanos antigos que estavam bem instalados e adaptados, cujos vestígios líticos foram a denominada Tradição Itaparica.
Os pontos indicados no mapa são, de Norte para Sul, os Sítios Arqueológicos Peba (RN), Olho d'Água (RN), da Toca do Boqueirão da Pedra Furada (PI), Lapa do Boquete (MG), GO-JA (GO).

## Povoamento e Cultura
A sequência arqueológica do Planalto Central não permite atualmente uma reconstituição dos possíveis processos de povoamento da região devido às divergentes hipóteses e interpretações dos materiais estudados.
Contudo, sabe-se que a fase Paranaíba é a mais antiga entre as três fases já citadas, sendo que ela está relacionada à Tradição Itaparica. Essa fase é datada entre 11.000 e 8.500 anos atrás e foi definida pela grande presença de instrumentos unifaciais no conjunto lítico, sendo que esses instrumentos são considerados marcadores crono-culturais, tendo em vista que são numerosos em todos os sítios arqueológicos dessa fase e unicamente nos dessa fase. Além disso, nessa fase tem-se a ocupação de grupos caçadores-coletores-pescadores generalizados e em um ambiente mais frio e úmido, ressaltando-se que eles apresentavam uma tecnologia definida, em que se sobressaem raspadores longos, facas, furadores e alisadores.
Essa indústria lítica era realizada com matéria prima local advinda de rochas suporte de seus abrigos, por exemplo, silexito, arenitos, quartzitos e quartzo. Pesquisadores observaram indústrias líticas semelhantes entre os diversos sítios arqueológicos brasileiros, o que possibilitou a introdução da ideia de que essa tradição teria se desenvolvido no Cerrado e na Caatinga no final do Pleistoceno, em que a caça e a coleta de frutos permitiram a sobrevivência desses povos.
Em relação à alimentação desses povos, restos alimentares variados testemunham a caça generalizada de animais de diversos tamanhos, como mamíferos, peixes, pássaros e até mesmo moluscos.
Os artefatos obtidos posteriormente sugerem que depois dos povos de tradição Itaparica, houve o povoamento de outros grupos, sendo estes mais relacionados com a horticultura, entretanto vestígios relacionados com a tradição Itaparica também foram encontrados, relacionando-os com este grupo mais recente.

## Artefatos
O traço definidor dessa tradição são os artefatos trabalhados plano-convexos unifaciais, também chamados de ‘lesmas’. O termo foi cunhado por Pedro Ignácio Schmitz nos anos 70 quando o arqueólogo descobriu e explorou diversos sítios na região de Serranópolis, recuperando grande número de artefatos líticos desse tipo.
As lesmas são geralmente simétricas no sentido longitudinal (mas também podem ser assimétricas) e trabalhadas em torno da periferia. O processo de lascamento resultaria em lâminas cortantes na periferia das lesmas, podendo ou não possuir pontas, esses objetos seriam utilizados pelas populações que os produziam para raspar, cortar, furar e bater.
Apesar dos artefatos serem unifaciais há uma grande diversidade de formatos, dimensões, técnicas envolvidas e matéria prima (arenito, sílex e quartzanito).
A maior parte dos artefatos é datado entre 1300 e 8000 anos atrás e foram encontrados perto de abrigos de pedra ou em locais abertos.
O artefato mais antigo dessa tradição é datado entre 1400 e 8000 anos atrás e foi encontrado no sítio da Lapa do Boquete (MG). A região com maior abundância de artefatos é a de Serranópolis (GO).
Nessa mesma camada temporal e em locais próximos onde foram encontrados os artefatos unifaciais, foi encontrada uma indústria lítica sem artefatos unifaciais, representada majoritariamente por fragmento sem ou com poucos retoques, de quartzo e quartzita. Não se sabe se esses achados pertencem a um outro grupo tecnocultural ou se são resultado de uma atividade especializada dos mesmos grupos da Tradição Itaparica.
A diversidade dos processos de confecção das ferramentas como indicador de tradições culturais diferentes, levantou questionamentos sobre a unidade da tradição. Assim o principal critério usado como unificador dos achados, o formato do artefato, sua morfologia é questionado quanto a sua adequação para refletir as possíveis diferenças culturais entre os grupos que as produziam. Alguns autores afirmam que esse critério não é suficiente para afirmar homogeneidade cultural.
Assim mais análises técnico funcionais devem ser feitas com os artefatos para confirmar ou negar a possível relação entre as populações que os produziam. Esse tipo de análise foca no processo de confecção da peça, analisando detalhadamente os recortes causados pelo lascamento e sua utilidade quando finalizado. Com essa abordagem é possível saber a cadeia operatória pela qual a peça foi obtida ou seja, qual matéria prima foi escolhida, qual tipo de suporte de pedra para o lascamento foi utilizado, quais passos foram realizados para chegar na ferramenta final.
A análise dessa sequência de ações é relacionada à cultura do grupo, pois tendo em vista a complexidade e especificidade dos passos de sua realização, seria necessário que fosse culturalmente passada de geração em geração.
Lourdeau, 2011, realizou essa análise tecnofuncional dos artefatos achados nos sítios de GO-JA1 (GO), Toca do Boqueirão da Pedra Furada (PI) e Toca do Pica-Pau (PI) e concluiu que apesar da diversidade, eles fazer parte de uma mesma tradição técnico cultural, indicando que a Tradição Itaparica possa refletir uma unidade tecnocultural entre as populações que habitavam esse vasto território. Entretanto, não há consenso na literatura e mais pesquisas devem ser feitas para elucidar a história de migração e estabelecimento das populações nesta região.